# ファビアン・ティルマン
ファビアン・ティルマン（Fabian Thylmann、1978年6月5日 - ）は、インターネット・ポルノグラフィ・コングロマリットであるManwin（現在のMindGeek）の創立者兼業務執行社員を務めたドイツの実業家。2013年10月に世界最大のポルノ会社であった同社の株式を売却し、以後はベルギーのブリュッセルでエンジェル投資家として活動している。

## 経歴
ティルマンはアーヘンに生まれた。彼は既婚者であり二人の子供がいる。17歳の時にプログラミングを始めた。